# Zuidwestfaals voetbalkampioenschap 1930/31
In 1930/31 werd het negende Zuidwestfaals voetbalkampioenschap gespeeld, dat georganiseerd werd door de West-Duitse voetbalbond. De competitie werd opnieuw teruggebracht naar één reeks.
SuS Hüsten werd kampioen en TuRV Hagen 1872 vicekampioen. Beide clubs plaatsten zich voor de West-Duitse eindronde. De vicekampioenen bekampten elkaar in knock-outfase en Hagen verloor meteen van SpVgg Sterkrade 06/07. De acht kampioenen werden verdeeld over twee groepen van vier. Hüsten werd gedeeld laatste in zijn groep.  

## Bezirksliga
| Plaats | Club                         | Wed. | W  | G | V  | Saldo | Ptn.  |
| ------ | ---------------------------- | ---- | -- | - | -- | ----- | ----- |
| 1.     | SuS Hüsten 09                | 18   | 17 | 0 | 1  | 90:18 | 34:2  |
| 2.     | TuRV 1872 Hagen              | 18   | 13 | 1 | 4  | 35:26 | 27:9  |
| 3.     | VfB 07 Weidenau              | 18   | 8  | 3 | 7  | 46:44 | 19:17 |
| 4.     | Sportfreunde Siegen 1899     | 18   | 7  | 4 | 7  | 41:45 | 18:18 |
| 5.     | SpVgg Hagen 1911             | 18   | 8  | 1 | 9  | 34:35 | 17:19 |
| 6.     | SuS 1908 Gevelsberg          | 18   | 7  | 2 | 9  | 42:56 | 16:20 |
| 7.     | TuS Jahn 1874 Werdohl        | 18   | 7  | 1 | 10 | 31:38 | 15:21 |
| 8.     | Hagener SC 05                | 18   | 7  | 0 | 11 | 47:50 | 14:22 |
| 9.     | SC Lichtenplatz              | 18   | 5  | 3 | 10 | 30:42 | 13:23 |
| 9.     | TuS Germania 1896 Mudersbach | 18   | 3  | 1 | 14 | 36:78 | 7:29  |

|  | Kampioen, geplaatst voor de West-Duitse eindronde |
|  | Geplaatst voor de West-Duitse eindronde           |